# Stenotabanus henriquesi
Stenotabanus henriquesi är en tvåvingeart som beskrevs av Chainey 1999. Stenotabanus henriquesi ingår i släktet Stenotabanus och familjen bromsar. Inga underarter finns listade i Catalogue of Life.